# Kao Miura
Kao Miura  (三浦 佳生?, Miura Kao) (Yokohama, 8 giugno 2005) è un pattinatore artistico su ghiaccio giapponese. Ha vinto un oro (2023) e un bronzo (2022) al Campionato dei Quattro continenti e un oro al Campionato mondiali junior nel 2023.

## Palmarès
GP: Grand Prix; CS: Challenger Series; JGP: Junior Grand Prix

### Dalla stagione 2019–20
| Internazionali | Internazionali | Internazionali | Internazionali | Internazionali | Internazionali | Internazionali |
| Evento | 2019–20        | 2020–21        | 2021–22        | 2022–23        | 2023-24        | 2024-25        |
| --- | -------------- | -------------- | -------------- | -------------- | -------------- | -------------- |
| Campionati mondiali |                |                | R              |                | 8°             |                |
| Campionati dei Quattro continenti |                |                | 3°             | 1°             |                | 6°             |
| GP Finale |                |                |                | 5°             | 5°             |                |
| GP della Finlandia |                |                |                |                | 1°             |                |
| GP NHK Trophy |                | 6°             | 8°             |                |                | 6°             |
| GP Skate America |                |                |                | 2°             |                | 3°             |
| GP Skate Canada |                |                |                | 2°             | 2°             |                |
| CS Finlandia Trophy |                |                |                |                | 1°             |                |
| CS Lombardia Trophy |                |                |                |                |                | 4°             |
| Tallink Hotels Cup |                |                |                |                | 1°             |                |
| Universiadi |                |                |                |                |                | R              |
| Internazionali: Junior |                |                |                |                |                |                |
| Campionati mondiali |                |                | 13°            | 1°             |                |                |
| JGP Lettonia | 7°             |                |                |                |                |                |
| Nazionali |                |                |                |                |                |                |
| Campionati giapponesi |                | 7°             | 4°             | 6°             | 4°             | 8°             |
| Campionati giapponesi junior | 8°             | 2°             | 1°             |                |                |                |
| Japan Eastern Sect. | 2° J           | 1° J           | 1° J           |                |                |                |
| Kanto Reg. | 2° J           | 1° J           |                |                |                |                |
| Tokyo Reg. |                |                | 1° J           | 2°             | 3°             | 2°             |
| Eventi a squadre |                |                |                |                |                |                |
| Japan Open |                |                |                | 1° S 3° P      |                |                |
| A = Assegnato; R = Ritirato; C = Evento cancellato Categorie: J = Junior S = Risultato della squadra; P = Risultato personale. Medaglie assegnate solo per il risultato della squadra. |                |                |                |                |                |                |

### Carriera giovanile
| Internazionali: Advanced novice                   | Internazionali: Advanced novice | Internazionali: Advanced novice | Internazionali: Advanced novice | Internazionali: Advanced novice | Internazionali: Advanced novice |
| Evento                                            | 2014–15                         | 2015–16                         | 2016–17                         | 2017–18                         | 2018–19                         |
| ------------------------------------------------- | ------------------------------- | ------------------------------- | ------------------------------- | ------------------------------- | ------------------------------- |
| Asian Open                                        |                                 |                                 |                                 | 1°                              |                                 |
| Bavarian Open                                     |                                 |                                 |                                 | 1°                              |                                 |
| Nazionali                                         |                                 |                                 |                                 |                                 |                                 |
| Campionati giapponesi junior                      |                                 |                                 |                                 | 13°                             | 8°                              |
| Campionati giapponesi novice                      | 6° B                            | 4° B                            | 4° A                            | 1° A                            |                                 |
| Japan Eastern Sect.                               |                                 |                                 |                                 |                                 | 4° J                            |
| Kanto Reg.                                        |                                 |                                 | 1° A                            | 1° A                            | 3° J                            |
| Tokyo Reg.                                        | 1° B                            | 1° B                            |                                 |                                 |                                 |
| categorie: A = Novice A; B = Novice B; J = Junior |                                 |                                 |                                 |                                 |                                 |